# Filippo Gentili
Filippo Gentili (1690 – Roma, 21 marzo 1753) è stato un nobile italiano marchese, colonnello e comandante del Reggimento dei Corsi.
Era figlio di Teresa Durso e Nicola Gentili, qui fuit segretus cubicularius e numero partecipantium Clementis X.
Il padre Nicola Gentili fu cameriere del cardinal Francesco Maidalchini (nipote di donna Olimpia Maidalchini, cognata di papa Innocenzo X) e, in occasione di un suo rientro nella natia Camerino, per buona sorte entrò al servizio del vescovo di quella città, monsignor Altieri, il quale essendo divenuto cardinale e poi pontefice col nome di Clemente X l'arricchì in vari modi. Fra l'altro gli concesse il sito, dov'era una piazza di fronte a San Nicola in Arcione, dove fu fabbricato palazzo Gentili.
Fratello minore del Cardinale Antonio Saverio Gentili con cui visse in stretto legame.
Dopo essere stato conservatore di Roma e Gentiluomo della Guardia di Sua Santità, era stato promosso alla carica di colonnello e comandante del Reggimento dei Corsi. 
I fratelli Anton Saverio e Filippo poco prima della loro morte, avvenuta nel giro di otto giorni eressero con atto pubblico redatto il 12 febbraio 1753 dal notaio Poggioli,  la primogenitura Gentili in favore della loro amata nipote, la marchesa Margherita Sparapani.